# Eparchie Sankt Peter und Paul in Melbourne
Die Eparchie Sankt Peter und Paul in Melbourne (lat.: Eparchia Sanctorum Petri et Pauli Melburnensis Ucrainorum) ist eine in Australien gelegene Eparchie der unierten ukrainisch griechisch-katholischen Kirche mit Sitz in Melbourne.

## Geschichte
Die ersten Einwanderer der Ukrainisch Griechisch-Katholischen Kirche kamen im Jahr 1949 nach Australien und siedelten sich in Melbourne an. Mit den Patres Nicolai Kopiakiwsky, Francis Van den Boch und Ivan Prasko, die den Redemptoristen angehörten, kamen 1950 die ersten Geistlichen des byzantinischen Ritus nach Melbourne.
Von 1952 bis 1958 begannen die Neugründungen und Erweiterungen der Pfarrgemeinden in Melbourne, Adelaide, Sydney, Brisbane, Perth und Newcastle. Im Jahr 1953 trafen sich alle ukrainisch-katholischen Priester zur ersten gemeinsamen Synode. Nach der zweiten Synode 1957 baten die Geistlichen und Gemeinden, mit einem Brief an Kardinal Gilroy von Sydney, um den Aufbau einer eigenen Kirche und Diözese in Australien. Sie erwarben daraufhin vom Erzbistum Sidney in Lidcombe (Sydney) ein Grundstück. Am 26. Januar 1958 besuchte der Erzbischof der Ukrainisch Griechisch-Katholischen Kirche von Winnipeg (Kanada) Maxim Hermaniuk alle Pfarrgemeinden in Australien.
Papst Pius XII. errichtete mit der Apostolischen Konstitution Singularem huius das Apostolische Exarchat Australien am 10. Mai 1958 und es wurde dem Erzbistum Melbourne als Suffragandiözese zugeordnet. Zum Apostolischen Exarch wurde Bischof Ivan Prasko berufen, er leitete vom 20.–21. Oktober 1958 die erste Synode der Ukrainisch Griechisch-Katholischen Geistlichen im Exarchat Australien. Mit der Apostolischen Konstitution Christum Iesum wurde das Exarchat am 24. Juni 1982 von Papst Johannes Paul II. zur Eparchie erhoben und erhielt den heutigen Namen

## Ordinarien

### Apostolischer Exarch von Australien
- Ivan Prasko (10. Mai 1958 – 24. Juni 1982)

### Bischöfe von Sankt Peter und Paul in Melbourne
- Ivan Prasko (24. Juni 1982 – 16. Dezember 1992)
- Peter Stasiuk CSsR (16. Dezember 1992 – 15. Januar 2020)
- Mykola Kardinal Byczok CSsR, seit 15. Januar 2020